# Маркос Мошинскі
Маркос Мошинскі — (20 квітня 1921, Київ — 1 квітня 2009, Мехіко) — мексиканський фізик, уродженець Києва. Його роботи в галузі фізики елементарних частинок удостоєні премії Принца Астурійського (1988) та премії ЮНЕСКО в галузі наук (1997).